# Les Filles (film, 1996)
Pour les articles homonymes, voir Les Filles.
Pour plus de détails, voir Fiche technique et Distribution.
Les Filles (Csajok) est un film hongrois réalisé par Ildikó Szabó, sorti en 1996.

## Synopsis
L'histoire de trois femmes décidant de divorcer.

## Fiche technique
- Titre : Les Filles
- Titre original : Csajok
- Réalisation : Ildikó Szabó
- Scénario : Ildikó Szabó
- Musique : János Másik
- Photographie : Péter Jankura et Tamás Sas
- Montage : Teri Losonci et Zsuzsa Pósán
- Production : István Kardos et Kornél Sipos
- Société de production : Dragon Cine, Hétföi Mühely, MTM Kommunikáció et Mafilm
- Pays :  Hongrie et  Allemagne
- Genre : Comédie dramatique
- Durée : 93 minutes
- Dates de sortie : Hongrie : 4 avril 1996

## Distribution
- Dorottya Udvaros : Dorka
- Enikő Eszenyi : Enikõ
- Mariann Szalay : Barbara
- György Cserhalmi : Gyuri
- László Gálffi : Laci
- Zsolt László : András
- János Bán : Tamás
- Antal Cserna : Béla
- Tas Szöllösi : Palika
- Dorka Gryllus : Judit

## Distinctions
Le film a été présenté en sélection officielle en compétition lors de Berlinale 1996.